# تود فيشر (لاعب غولف)
تود فيشر (بالإنجليزية: Todd Fischer)‏ هو لاعب غولف أمريكي، ولد في 23 أغسطس 1969 في كولومبوس في الولايات المتحدة.

## وصلات خارجية
- تود فيشر على موقع رابطة لاعبي الغولف المحترفين (الإنجليزية)